# Louschbach
Le Louschbach est un sommet du massif des Vosges culminant à 1 075 mètres d'altitude.

## Toponymie
Louschbach est un toponyme dialectal à caractère germanique issu du parlé lorrain. Sa forme écrite la plus ancienne est Luxpach (1580). Elle se compose ainsi de lux qui désigne le « lynx » en lorrain, et de pach le « ruisseau », autrement dit c’est le « ruisseau du lynx »,.

## Géographie

### Situation
La crête du Louschbach se trouve sur la ligne de crête principale des Vosges, entre le département des Vosges à l'ouest et le Haut-Rhin à l'est.
Le site est accessible en prenant la route des Crêtes du col du Louschbach au col du Bonhomme sur la portion reliant la station de sports d'hiver du Lac Blanc.

### Faune et flore
Avec son altitude de plus de 1 000 mètres, le massif est compris dans l'étage montagnard supérieur. L'habitat étant composé d'une forêt secondaire, avec un milieu fortement artificialisé avec plantation d'épicéas d'âge assez avancé, elle profite aux espèces inféodées aux vieilles forêts d'altitudes.
Plusieurs espèces d'amphibiens, mammifères et oiseaux sont présents, comme le Triton alpestre, la Grenouille rousse, le Lièvre d'Europe, le Lynx boréal, le Torcol fourmilier, le Bec-croisé des sapins, la Rougequeue à front blanc, etc.

## Histoire
Les basses-gistes désignent des pâturages situés dans les hautes vallées, caractérisés par une altitude inférieure à celle des Hautes-Chaumes de Pairis, d'où leur nom. Certaines d'entre elles se trouvaient notamment au Beugny et au Louschbach. Ces gîtes, correspondant à des huttes ou des granges, servaient d'abris pour les pâtres et leur bétail. Ils étaient indivisibles entre les coseigneurs, qui les louaient aussi aux habitants du val d'Orbey. Par ailleurs, les ducs revendiquaient des droits d'utilisation sur certaines de ces pâtures, notamment celles adjacentes au Grand-Pâturage. Les Munstériens y accédaient en échange de fromage. Les marcairies qui existaient au XVIe siècle ont par la suite disparu.
La montagne fut également le théâtre de combats durant la Première Guerre mondiale, établissant la frontière franco-allemande. Témoin de ce conflit, le lieu du Sapin de la Vierge conserve une fontaine où les combattants allaient se désaltérer.

Vues sur le lieu du Sapin de la Vierge.
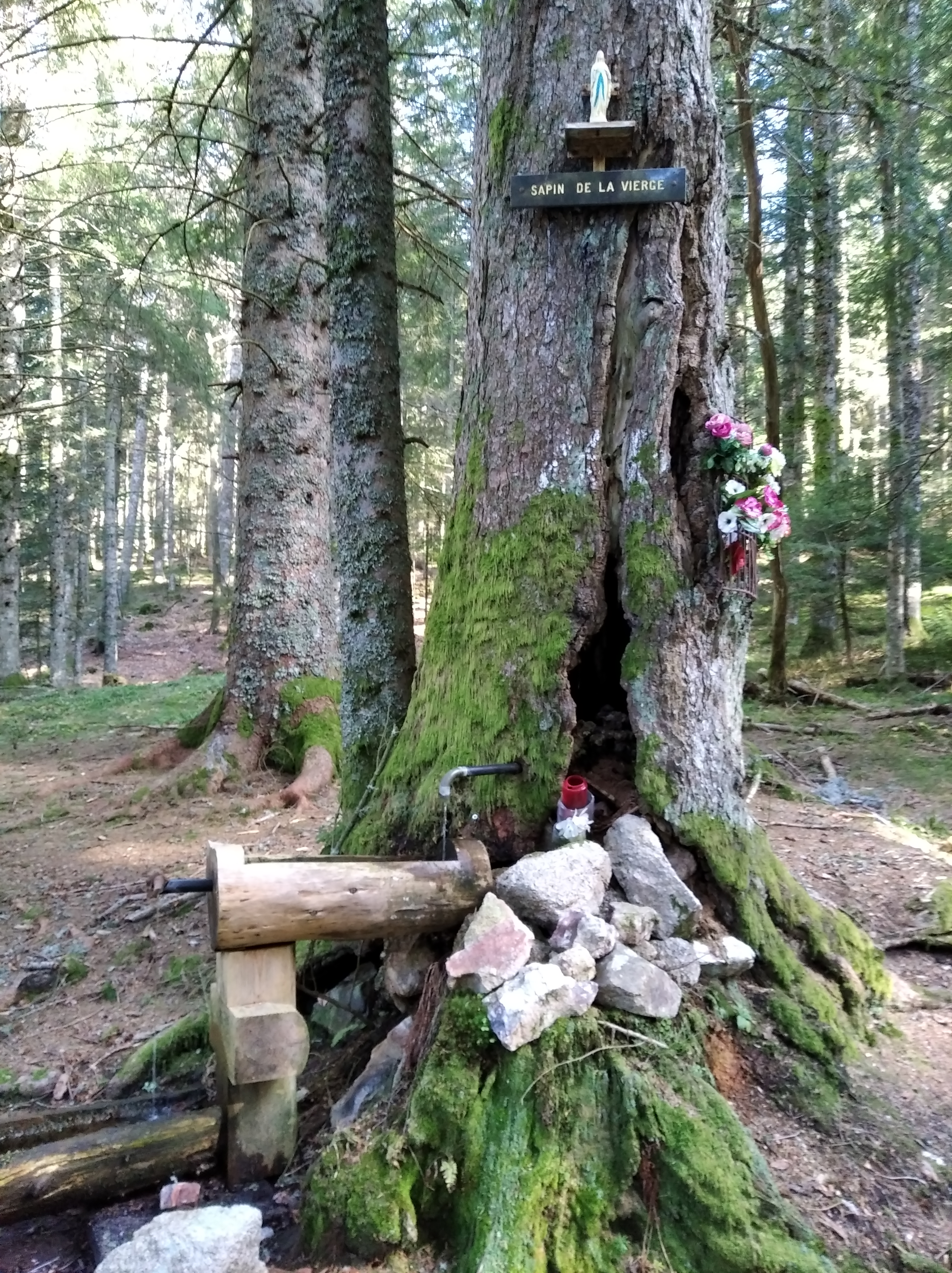
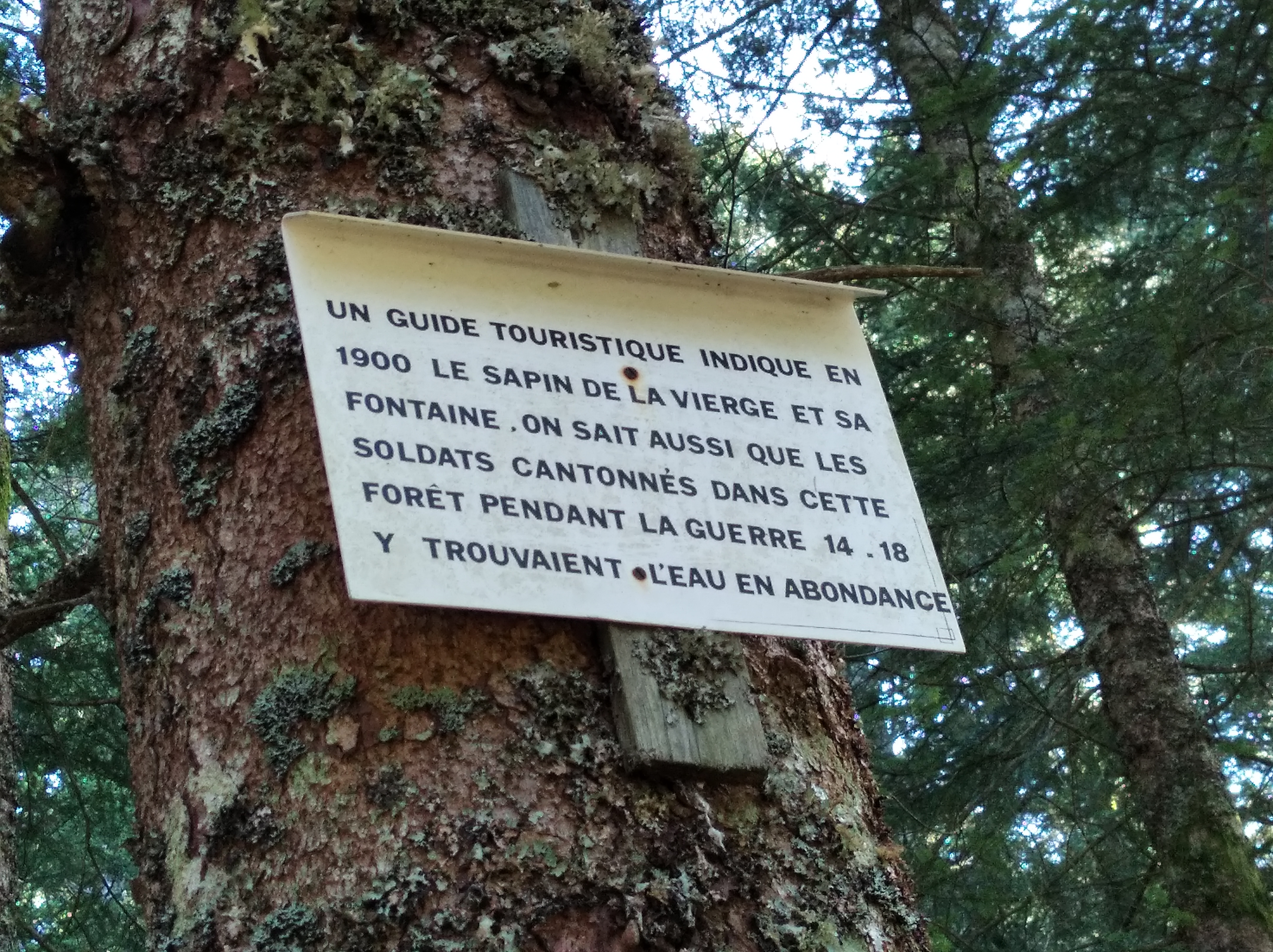

## Activités
Le Louschbach est une zone autorisée de chasse.
De nombreux sentiers de randonnée sont aménagés pour les randonneurs, dont plusieurs empruntant le tracé de l’ancienne frontière franco-allemande de 1870. Les chemins de terre escarpés sont également propices à la pratique du trail.